# Castelgomberto
Castelgomberto là một đô thị tại tỉnh Vicenza ở vùng Veneto, Ý.
Đô thị này có diện tích 17,3  km², dân số là 6067 người (thời điểm 28 tháng 2 năm 2007)